# León Strembel
León Strembel fue un mediocampista profesional de fútbol argentino. Comenzó su carrera en el Club Atlético Lanús en 1939 donde jugó 281 partidos. Estuvo en el club hasta 1944, antes de unirse a Racing Club de Avellaneda entre 1945 y 1946. También jugó para la selección nacional de fútbol de Argentina, apareciendo en el Campeonato Sudamericano de 1946. 
En 1947 se unió al Club Atlético Atlanta junto a otros jugadores destacados como José Soriano y Adolfo Pedernera en un intento por construir un súper equipo. El proyecto no funcionó bien y Atlanta sufrió el descenso al final de la temporada. Strembel regresó a Lanús para la siguiente temporada donde jugó hasta su retiro en 1956.

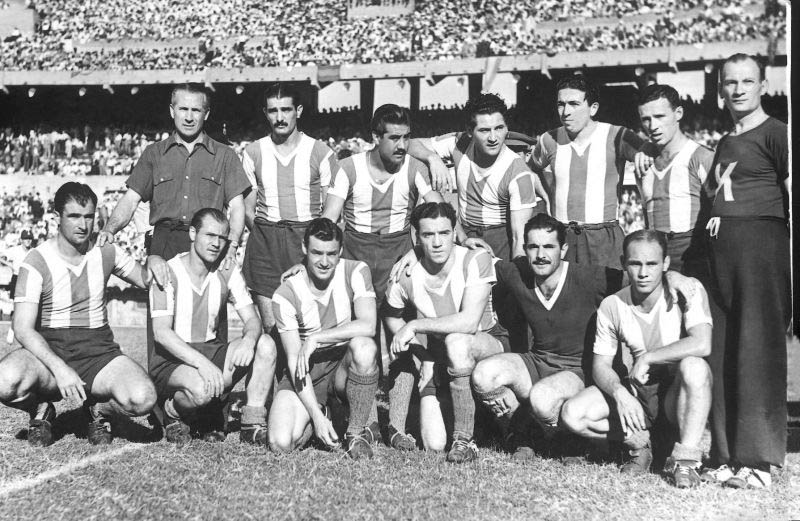
Argentina 1946

En la Selección Argentina disputó nueve partidos entre 1945 y 1946 y conquistó el título de la Copa América 1946.

## Clubes
| Equipo              | Temporadas |
| ------------------- | ---------- |
| Club Atlético Lanús | 1939-1944  |
| Racing              | 1945-1947  |
| Atlanta             | 1947       |
| Club Atlético Lanús | 1949-1954  |

## Palmarés
| Título             | Equipo              | País      | Año  |
| ------------------ | ------------------- | --------- | ---- |
| Copa América 1946  | Selección argentina | Argentina | 1946 |
| Primera División B | C. A. Lanús         | Argentina | 1950 |